# ガンズ&ゴールド
『ガンズ&ゴールド』（原題: Son of a Gun）は、2014年にオーストラリアで制作されたクライムスリラー映画。ジュリアス・エイヴァリーにとっては、本作が初の長編映画監督作となる。

## ストーリー
オーストラリアのパースにある刑務所に収監されたJRは、そこで他の囚人からレイプされそうになったところを、囚人たちのボス的存在であるブレンダンに救われる。ブレンダンはJRを気に入り、JRに犯罪の知識を伝授していく。こうしてブレンダンとの師弟関係を築いたJRは、半年の刑期を終え出所すると、刑務所を襲撃してブレンダンを脱獄させることに成功する。
外の世界に舞い戻ったブレンダンは、早速犯罪組織のボスから仕事の依頼を受ける。その仕事とは、金鉱の精錬所から金塊を強奪するという危険なものだった。ブレンダンの右腕となったJRもこの仕事に参加することになるが、一方でJRは組織で働く若い女性ターシャに心惹かれていた。その後、金塊強奪には成功したブレンダンたちだったが、組織のボスの裏切りによって彼らは命を狙われるようになってしまう。また、JRもターシャとの交際をきっかけに、ブレンダンとの関係にひびが入っていく。

## キャスト
※括弧内は日本語吹き替え
- ブレンダン・リンチ - ユアン・マクレガー（森川智之）
- JR - ブレントン・スウェイツ（立花慎之介）
- ターシャ - アリシア・ヴィキャンデル（東條加那子）
- サム - ジャセック・コーマン（英語版）（堀越富三郎）
- スターロ - マット・ネイブル（藤原貴弘）
- ジョシュ - トム・バッジ（英語版）（中村章吾）
- プライベート・ウィルソン - デイモン・ヘリマン（後藤ヒロキ）
- マーヴ - エディ・バルー
- クリス - ナッシュ・エドガートン

## 評価
レビュー・アグリゲーターのRotten Tomatoesでは76件のレビューで支持率は62%、平均点は5.70/10となった。Metacriticでは20件のレビューを基に加重平均値が49/100となった。